# Andrea Raffaelli
Andrea Raffaelli (* 19. Dezember 1969 in San Benedetto del Tronto) ist ein ehemaliger italienischer Beachvolleyballspieler.

## Karriere
Raffaelli spielte 1996 in der Weltserie mit Marko Castagnoli und Antonio Babini. 1997 nahm er mit Nicola Grigolo an der Weltmeisterschaft in Los Angeles teil und belegte den 33. Platz. Im nächsten Jahr bildete er ein neues Duo mit Maurizio Pimponi. Als Neunter der WM in Marseille und Siebter der Europameisterschaft in Palma erreichten Raffaelli/Pimponi 1999 zweimal die Top Ten. Bei der EM 2000 schieden sie hingegen nach einem 14:16 gegen die Letten Grīnbergs/Krūmiņš in der zweiten Verliererrunde gegen die Schweizer Heuscher/Kobel aus. Anschließend kamen sie beim olympischen Turnier in Sydney nach zwei erfolglosen Spielen gegen die Argentinier Martínez/Conde und die Österreicher Berger/Stamm auf Rang 19.
Nach dem Vorrunden-Aus bei der WM 2001 in Klagenfurt mit Fosco Cicola musste Raffaelli sich bei der anschließenden EM jeweils in der dritten Runde den Schweizer Brüdern Martin und Paul Laciga sowie dem deutschen Duo Dieckmann/Slacanin geschlagen geben. Während Raffaelli/Pimponi 2002 Platz 13 der EM in Basel wurden, verpassten sie 2003 die beiden großen Turniere. Am Ende des Jahres trennten sie sich.
Raffaelli spielte ab 2004 mit Fabio Galli. Im nächsten Jahr trat das Duo bei der EM in Moskau an und unterlag nach dem verlorenen ersten Spiel in der dritten Verliererrunde gegen die Landsleute Lione/Varnier. 2006 in Den Haag reichte es zu Platz 17. Von 2007 bis 2009 absolvierte Raffaelli noch einige Turniere mit wechselnden Partnern und beendete anschließend seine Beachvolleyballkarriere.